# Nama biflora
Nama biflora là loài thực vật có hoa trong họ Mồ hôi. Loài này được DC. mô tả khoa học đầu tiên.